# 布氏新平鮋
布氏新平鮋，為輻鰭魚綱鮋形目鮋亞目新平鮋科的其中一種，為亞熱帶海水魚，分布於東印度洋澳洲海域，為特有種，棲息深度为10-100公尺，體長可達40公分，棲息在沿海礁石區底層水域，生活習性不明，具有毒性。

## 扩展阅读
維基物種上的相關：布氏新平鮋